# Grill (forno)
Il grill è uno strumento per grigliare alimenti con o senza una griglia vera e propria.

## Caratteristiche
Nel grill elettrico, il più diffuso, una resistenza elettrica di rame corazzato che si scalda e produce radiazioni infrarosse che fanno cuocere gli alimenti, penetrandoli velocemente e portandoli alla cottura voluta.
Nel grill a gas una serie di fiammelle rendono incandescente una piastra metallica sopra di esse, la quale emette così radiazione infrarossa verso il basso. Nei grill a gas l'elemento riscaldante può essere anche disposto lateralmente rispetto al cibo da cuocere, come nella preparazione del kebab. 
I grill possono essere sistemati all'interno di un forno standard, oppure si possono trovare in apparecchi dedicati. Generalmente il grill si trova nella parte superiore del forno; gli alimenti sono messi su una griglia sotto, in modo da permettere al grasso in eccesso di colare giù per gravità e venir raccolto in una leccarda. In questo modo, essendo la fonte di calore (costituita da serpentine o fiamme) sopra l'alimento, si evita il rischio di sgocciolamenti sull'elemento incandescente e la produzione di fiammelle e fumo, come avviene con la tradizionale griglia sotto.

## Tipi di grill
Ci sono grill con una sola temperatura e altri regolabili; nel forno, sotto al grill (indicato di solito con una serie di tre triangolini con il vertice in basso) può trovarvisi un girarrosto o spiedo.